# Misha Defonseca
Pour les articles homonymes, voir Defonseca.
Misha Defonseca, de son vrai nom Monique De Wael, est une écrivaine belge née le 12 mai 1937 à Etterbeek de parents catholiques. Elle est connue pour s'être présentée comme une rescapée juive de la Shoah, qui a traversé l’Europe à pied et parcouru 3 000 km, à la recherche de ses parents, protégée par des loups alors qu'elle était une petite fille. Cette histoire a été retracée dans un livre à succès, Survivre avec les loups, écrit en collaboration avec Vera Lee, et  dans un film français du même nom.
Ce récit de voyage est en fait une invention, de même que la judéité des parents et de l’autrice à l’époque des faits qu’elle relate,.

## Biographie
Elle a quatre ans quand ses parents sont arrêtés par les nazis, le 23 septembre 1941, pour résistance à l’occupant. Selon certaines sources, Robert De Wael, son père, employé communal à Schaerbeek, aurait accepté le marché proposé par les nazis : afin de pouvoir voir sa fille Monique De Wael, il devait livrer les noms des membres de son groupe. Il aurait même participé aux interrogatoires de ses compagnons d’armes et aidé ainsi au démantèlement du « Groupement des Grenadiers », le réseau de résistance qu’il avait lui-même fondé en novembre 1940. Il est ensuite envoyé à Cologne puis emprisonné dans différents endroits avant d’être transféré à Sonnenburg à la frontière germano-polonaise où il meurt d'épuisement,. Joséphine Donvil, son épouse, passe, elle aussi, de prison en prison avant d’être déportée à Ravensbruck où elle meurt en février 1945
À la Libération, le nom de son père a été effacé de la plaque de pierre apposée sur les murs de la maison communale de Schaerbeek en l’honneur des fonctionnaires locaux victimes des nazis.

À l’arrestation de ses parents, la petite Monique est recueillie par son grand-père, puis son oncle. On la baptise alors la « fille du traître ». Elle commence alors à se construire son propre monde et, prétendant s'être toujours sentie juive, elle finira plus tard par s’identifier aux victimes de la Shoah en s’inventant peu à peu une autre vie, celle de Misha, une petite fille juive qui aurait traversé l’Europe pour rejoindre ses parents internés en camp de concentration. En même temps, elle se passionne pour les loups. Elle raconte : 

« Et j’ai tout mélangé. Il est des moments où il m’est difficile de faire la différence entre ce qui a été la réalité et ce qu’a été mon univers intérieur. »

## L'imposture
Convertie au judaïsme, elle se marie une première fois avec un juif d'origine turque, Maurice Levy, mais l'union ne dure pas. Elle se remarie avec Maurice Defonseca, belge lui aussi, cadre chez Honeywell, avec lequel elle émigre aux États-Unis en 1985 (elle vit actuellement près de Boston). Ce dernier, qui dit ignorer tout des origines familiales de son épouse, parvient à la convaincre de parler de son histoire après l’avoir racontée dans la communauté juive. Elle met son récit par écrit. Son époux, Maurice, assure la traduction en anglais. Puis les conférences s’enchaînent aux quatre coins des États-Unis, parfois payées jusqu’à 5 000 dollars US. Afin de renforcer sa crédibilité, elle étudie les livres sur la Seconde Guerre mondiale et les cartes. Un premier livre suit, puis ses traductions françaises.
Jane Daniel, à la tête d’une petite maison d’édition, Mt. Ivy, la remarque et parvient à la convaincre d’écrire son histoire. Vera Lee, une ancienne universitaire qui maîtrise parfaitement le français aide Misha à mettre en forme ses souvenirs. En 2001, elle confie au Boston Globe que, au fur et à mesure de la progression du récit, l’éditrice s’est de plus en plus impliquée dans la rédaction, réclamant plus d’émotion et de sentiments. Daniel, elle, prétend n’être intervenue que pour sauver le manuscrit.

### Un succès de librairie
À sa sortie, en 1997, le livre, Misha: A Mémoire of the Holocaust, n’est vendu qu’à 5 000 exemplaires aux États-Unis. Aux États-Unis, l’historienne Deborah Dwork, autrice d’un livre sur les enfants juifs dans l’Europe nazie et Lawrence L. Langer ont, dès avant la publication de l’ouvrage, exprimé leur scepticisme, mais Elie Wiesel et la présidente de la Fondation nord-américaine pour les loups ont accepté d’écrire d’élogieuses notes de jaquette pour le livre. Elie Wiesel admettra plus tard n'avoir pas lu le livre et regretter de ne pas l'avoir fait.
L’ouvrage est traduit en 18 langues (titre français : Survivre avec les loups) et obtient un certain succès en France et en Italie,. Le livre commence à intéresser les productions Walt Disney et la présentatrice Oprah Winfrey. Mais tout s’arrête quand on apprend que Misha Defonseca et Vera Lee ont attaqué Jane Daniel en justice pour non-respect du contrat.

### Remises en question
Hormis le journaliste allemand Henryk Marcin Broder (en) qui, après avoir rencontré Misha Defonseca, faisait part dès 1996 dans Der Spiegel de ses sérieux doutes quant à la réalité de ce récit, personne en Europe n’ose à cette époque mettre en cause sa véracité. Mais un différend commercial oppose Misha Defonseca à son éditrice. Celle-ci, Jane Daniel, est condamnée à verser 22 millions de dollars à Misha Defonseca. 
À partir d’août 2007, Jane Daniel publie sur son blog des pièces : certificat de baptême, extrait d’acte de naissance, inscription à l’école, retrouvé par une généalogiste belge, Evelyne Haendel, dévoilant le faux. Après la sortie du film de Vera Belmont en janvier 2008, la polémique enfle, reprise par Serge Aroles, qui relève les invraisemblances du comportement prêté aux loups, et par Marc Metdepenningen, journaliste du quotidien belge Le Soir. Consulté par la personne de contact en Europe de Misha Defonseca, Maxime Steinberg, historien spécialiste de la Shoah, dénonce « le caractère entièrement fallacieux d'une entreprise de manipulation littéraire exploitant tous les fantasmes de la mémoire et de la crédulité. »

### Révélation de la supercherie
Après s’être défendue avec véhémence, l’autrice finit le 28 février 2008 par révéler la supercherie. Elle ajoute à la fin de ses « aveux » : « Je demande pardon à tous ceux qui se sentent trahis, mais je les supplie de se mettre à la place d’une petite fille de quatre ans qui a tout perdu, qui doit survivre, qui plonge dans un abîme de solitude et de comprendre que je n’ai jamais rien voulu d’autre que de conjurer ma souffrance. » Selon les enseignants qui ont présenté l'histoire de Misha en classe, leurs élèves  sont « très tristes ».
Après la révélation du mensonge, Jane Daniel contre-attaque en justice. En 2010, la cour du Massachusetts contredit la décision condamnant précédemment l'éditrice. Misha Defonseca est totalement déboutée et ne perçoit rien. Ce jugement a été confirmé par la cour d'appel du Massachusetts (en) le 29 avril 2014. Seul le nègre Vera Lee percevra les 10 millions de dollars prévus au contrat, parce que le tribunal a estimé que celle-ci ignorait que l'histoire de Misha était un mensonge.
Ce n’est pas le premier cas de mystification dans la littérature de la Shoah. Binjamin Wilkomirski dans son livre Fragments d’une enfance, 1939-1948 rapporte le traumatisme psychologique connu par un adulte qui a été déporté enfant dans un camp de la mort et recouvre une partie de sa mémoire par bribes. Ce récit était également un faux.

## Œuvre

### Récit
- Survivre avec les loups / Misha Defonseca ; avec la collaboration de Vera Lee ; traduit de l'américain par Marie-Thérèse Cuny.

1. Paris : R. Laffont, coll. « Vécu », septembre 1997, 256 p.  (ISBN 2-221-08577-9).
2. Paris : Pocket no 10499, octobre 1999, 235 p.  (ISBN 2-266-08608-1). Rééd. janvier 2008  (ISBN 978-2-266-17936-2).
3. Paris : Ed. de la Seine, août 2001, 238 p.  (ISBN 2-7382-1488-6).
4. Paris : Pocket jeunesse, coll. « Pocket jeunes adultes » no 1309, mars 2004, 288 p.  (ISBN 2-266-14174-0).
5. Paris : XO, avril 2005, 281 p.  (ISBN 2-84563-206-1). Rééd. mars 2008  (ISBN 978-2-84563-383-4).
6. Paris : Ed. de la Loupe, septembre 2005, 350 p.  (ISBN 2-84868-106-3).
7. Paris : XO, décembre 2007, 281 p.  (ISBN 978-2-84563-363-6).

### Adaptation au cinéma
- 2007 : Survivre avec les loups, film français de Véra Belmont, avec comme acteurs principaux Mathilde Goffart, Yaël Abecassis, Guy Bedos, Michèle Bernier et Benno Fürmann.

## Enquêtes